# Скелетні м'язи

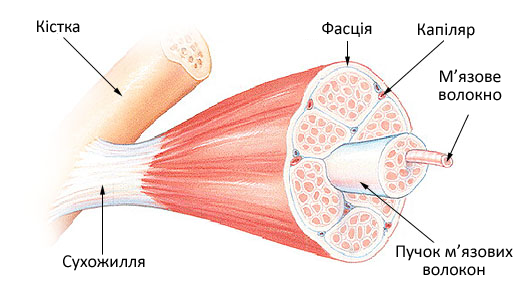

Скелетні м'язи, посмуговані м'язи, поперечно-посмуговані м'язи — скоротлива тканина, що складається, на відміну від гладеньких м'язів, з симпластів — багатоядерних м'язових волокон, які вкриті тонкою оболонкою — сарколемою. При спостереженні під мікроскопом волокна скелетних м'язів мають вигляд посмугованих у поперечному напрямі структур, що зумовлено чергуванням у їхніх міофібрилах ділянок з різними фізико-хімічними і оптичними властивостями. У хребетних посмуговані м'язи — здебільшого соматичні, або скелетні. Закріплюючись на скелеті, як на системі важелів, вони становлять активну частину апарату руху. Посмуговані м'язи пристосовані до швидких, енергійних скорочень, які забезпечують поступальні рухи тварин при локомоції.
Цей тип м'язів створює мускульну основу: язика, глотки, гортані, серця та деяких інших органів.
Скелетні м'язи характерні в першу чергу для хребетних тварин. Серед безхребетних посмуговані м'язи наявні головним чином у членистоногих. Вони здійснюють в основному функцію переміщення тіла або окремих його ділянок у просторі.

## Будова м'язового волокна
М'язове волокно являє собою об'єднання багатьох клітин в межах однієї мембрани - сакролеми. Цитоплазми цих клітин зливаються, утворюючи саркоплазму. Волокно має багато ядер. Діаметр волокон становить зазвичай близько 100 мікрометрів, тоді як довжина може сягати від декількох міліметрів до 10-12 см.
Поперечні смуги, які можна спостерігати в мікроскоп, зумовлені наявністю скоротливих білків у саркоплазмі, які структуровані в чіткому порядку. Структурно-функціональною одиницею м'язового волокна є саркомер.

## Скорочення скелетного м'язу

### Класифікація волокон
За типом скорочення та споживання енергії м'язові волокна поділяють на три групи:
- I тип. Повільно скорочуються, отримують енергію від окисного фосфорилювання
- IIA тип. Швидко скорочуються, частково залежать від окиснення, частково від гліколізу
- IIB тип. Швидко скорочуються, отримують енергію здебільшого від гліколізу

Волокна IIB містять мало мітохондрій, оточені невеликою кількістю капілярів та здатні до сильних швидких скорочень протягом нетривалого часу. Такі волокна отримують більшу частину енергії за рахунок гліколізу. 

## Важливі м'язи людини
- Поверхневий згинач пальців.
- Великий грудний м'яз.
- Дельтоподібний м'яз.
- Двоголовий м'яз плеча (біцепс).
- Фіброзна платівка.
- Променевий згинач пальців.
- Передній зубчастий м'яз.
- Чотириголовий м'яз (квадрицепс).
- Кравецький м'яз стегна.
- Передній великогомілковий м'яз.
- Хрестоподібний м'яз.
- Литковий м'яз.
- Двоголовий м'яз.
- Великий сідничний м'яз.
- Зовнішній косий м'яз живота.
- Внутрішній косий м'яз живота
- Поперечний м'яз живота
- Триголовий м'яз плеча (трицепс).
- Двоголовий м'яз стегна.
- Дельтоподібний м'яз.
- Трапецієподібний м'яз.
- Підостний м'яз.
- Ромбоподібнний м'яз.
- Діафрагма
- Грудинно-ключично-сосцеподібний м'яз
- Жувальний м'яз
- Латеральний крилоподібний м'яз
- Скроневий м'яз

## Класифікація м'язів
М'язи підрозділяють за їх розташуванням, формою, довжиною, напрямком м'язових волокон, функціями, а також за розташуванням їх стосовно суглобів.

### За формою
- веретеноподібні
- квадратні
- трикутні
- стрічкоподібні
- колові

### За кількістю головок
- двоголові
- триголові
- чотириголові

### За кількістю черевець
- двочеревцеві
- багаточеревцеві

### За напрямком м'язових пучків
- одноперисті
- двоперисті
- багатоперисті

### За функцією
- згиначі
- розгиначі
- обертачі
- піднімачі
- стискачі
- відвідні
- привідні

### За розташуванням
- поверхневі
- глибокі
- присередні
- бічні